# Luis Gabelo Conejo
Luis Gabelo Conejo Jiménez est un footballeur costaricien né le 1er janvier 1960 à San Ramón. Conejo évoluait au poste de gardien de but, il est actuellement entraîneur des gardiens de l'équipe du Costa Rica.

## Biographie
Conejo reçoit une reconnaissance internationale lors de la Coupe du monde 1990. Grâce à des arrêts héroïques contre l'Écosse, le Brésil et la Suède, il aide le Costa Rica à atteindre le second tour. Il joue trois matchs, concédant deux buts. Il ne dispute pas le huitième de finale perdu contre la Tchécoslovaquie en raison d'une blessure. Le magazine France Football le distingue comme le meilleur gardien de la compétition.